# Режим (сериал)
«Режим» (англ. The Regime) — американский мини-сериал режиссёра Стивена Фрирза в жанре политической сатиры, впервые показанный на HBO в марте — апреле 2024 года. Главную роль в нём сыграла Кейт Уинслет, другие роли получили Маттиас Схунартс, Хью Грант, Андреа Райсборо, Гийом Гальен. Сериал получил главным образом негативные оценки критиков из-за сценария.

## Сюжет
Действие сериала происходит за стенами дворца в вымышленной центральноевропейской стране с авторитарным режимом. Канцлер Елена Вернэм, давно не покидавшая дворец, становится всё менее непредсказуемой. Она приближает к себе капрала Герберта Зубака, разрывает важную сделку с США, а затем аннексирует соседний регион Фейбан, из-за чего настраивает против себя весь Запад.

## В ролях
- Кейт Уинслет — Елена Вернэм, канцлер
- Маттиас Схунартс — капрал Герберт Зубак
- Хью Грант — Эдвард Кеплингер
- Андреа Райсборо — Агнес
- Гийом Гальен — Николас Вернэм
- Дэнни Вебб — мистер Ласкин
- Генри Гудмэн — мистер Сингер
- Дэвид Бамбер — Виктор Шифф
- Стэнли Таунсенд — Эмиль Бартос

## Создание и релиз
Проект был анонсирован в июле 2022 года. Кейт Уинслет стала одним из исполнительных продюсеров и получила главную роль. Режиссёром стал Стивен Фрирз, шоураннером — Уилл Трейси, который занял ещё и пост продюсера (вместе с Фрэнком Ричем). Над сценарием работали Сет Рейсс, Джули Вайнер, Джен Спира, Сара ДеЛаппе и Гэри Штейнгарт.
Работая над проектом, Трейси изучал биографии Башара Асада, Владимира Путина и Николае Чаушеску и пришёл к выводу, что этих лидеров объединяют «шаткие отношения с реальностью» и «отчаянная потребность в выживании». Образ Елены содержит отсылки к Николае Чаушеску (имя и ранняя научная карьера его жены) и Путину (ограниченный доступ к политику времён пандемии COVID-19).
Съемки проходили в 2023 году в Австрии и Великобритании, в известных исторических локациях — венском дворце Шёнбрунн, Шеффилдском ботаническом саду, швейцарском крыле дворца Хофбург. Премьерный показ проходил с 3 марта по 7 апреля 2024 года.

## Список эпизодов
| № | Название                                | Режиссёр       | Автор сценария              | Дата премьеры |
| - | --------------------------------------- | -------------- | --------------------------- | ------------- |
| 1 | «Victory Day» «День победы»             | Стивен Фрирз   | Уилл Трейси                 | 3 марта 2024  |
| 2 | «The Foundling» «Подкидыш»              | Стивен Фрирз   | Уилл Трейси                 | 10 марта 2024 |
| 3 | «The Heroes' Banquet» «Банкет героев»   | Джессика Хоббс | Сара ДеЛапп и Джули Вайнер  | 17 марта 2024 |
| 4 | «Midnight Feast» «Полуночный пир»       | Стивен Фрирз   | Сет Рейс                    | 24 марта 2024 |
| 5 | «All Ye Faithful» «Все вы верны»        | Джессика Хоббс | Гари Штейнгарт и Джен Спира | 31 марта 2024 |
| 6 | «Don't Yet Rejoice» «Пока не радуйтесь» | Джессика Хоббс | Уилл Трейси                 | 7 апреля 2024 |

## Оценки
На сайте-агрегаторе отзывов Rotten Tomatoes «Режим» получил рейтинг 51 % при средней оценке 5,6 из 10. Обозреватель «Форбс» Мария Ракитина заявила в своей рецензии, что сериал «задаёт неудобные вопросы и даёт на них стереотипные ответы»: главная героиня оказывается не сильной женщиной, а марионеткой в мужских руках, сценаристы обходят «особо острые углы», остаётся неясно, действительно ли они высмеивают политический авторитаризм или сериал — типично мизогинное высказывание. При этом рецензентка отметила яркий визуал и «феноменальную» игру Кейт Уинслет, которая «вытягивает» ряд сцен.
По мнению Марии Ракитиной («РБК») «Режим» — это скорее драма, чем политическая сатира: портрет «мнительного диктатора» получился стереотипным, сумасбродства главной героини быстро надоедают. При этом у персонажей нет внутренних конфликтов (исключение — Агнес, но и у неё конфликт только намечается), восстание против диктатуры кажется «бесплотным» из-за того, что тирания показана без каких-либо живых подробностей. Алексей Литовченко («Кинорепортёр») счёл «Режим» провальным проектом, но раскритиковал в своей рецензии только политические взгляды авторов сериала и схематичность контекста для сатиры.
Кейт Уинслет за свою роль в «Режиме» была номинирована на «Золотой глобус», Хью Грант — на премию «Выбор критиков».